# Граббе, Николай Карлович
Николай Карлович Граббе (19 декабря 1920, Москва — 12 июня 1990, Москва) — советский киноактёр.

## Биография
Николай Граббе родился 19 декабря 1920 года в Москве.
В 1943 году окончил ВГИК и стал работать на киностудии «Союздетфильм» (с 1948 г. — киностудия имени М. Горького). С 1967 года работал в Театре-студии киноактёра.
В кино дебютировал в 1943 году ролью Павки Дроздова в фильме «Мы с Урала».
Был мастером эпизодических ролей. Наиболее заметные роли сыграны им в фильмах «Ошибка резидента» (Виктор Круг), «Афоня», «Адъютант его превосходительства» (Кособродов). Принимал участие также в озвучивании мультфильмов и дубляже советских и иностранных фильмов.
Был женат на актрисе Театра на Таганке Маргарите Докторовой (1921—2003). Сын и дочь пошли по стопам родителей — Алексей Граббе (род. 2 июля 1947) и Екатерина Граббе (1954—1998) связали свои судьбы с Театром на Таганке, снимались в кино.

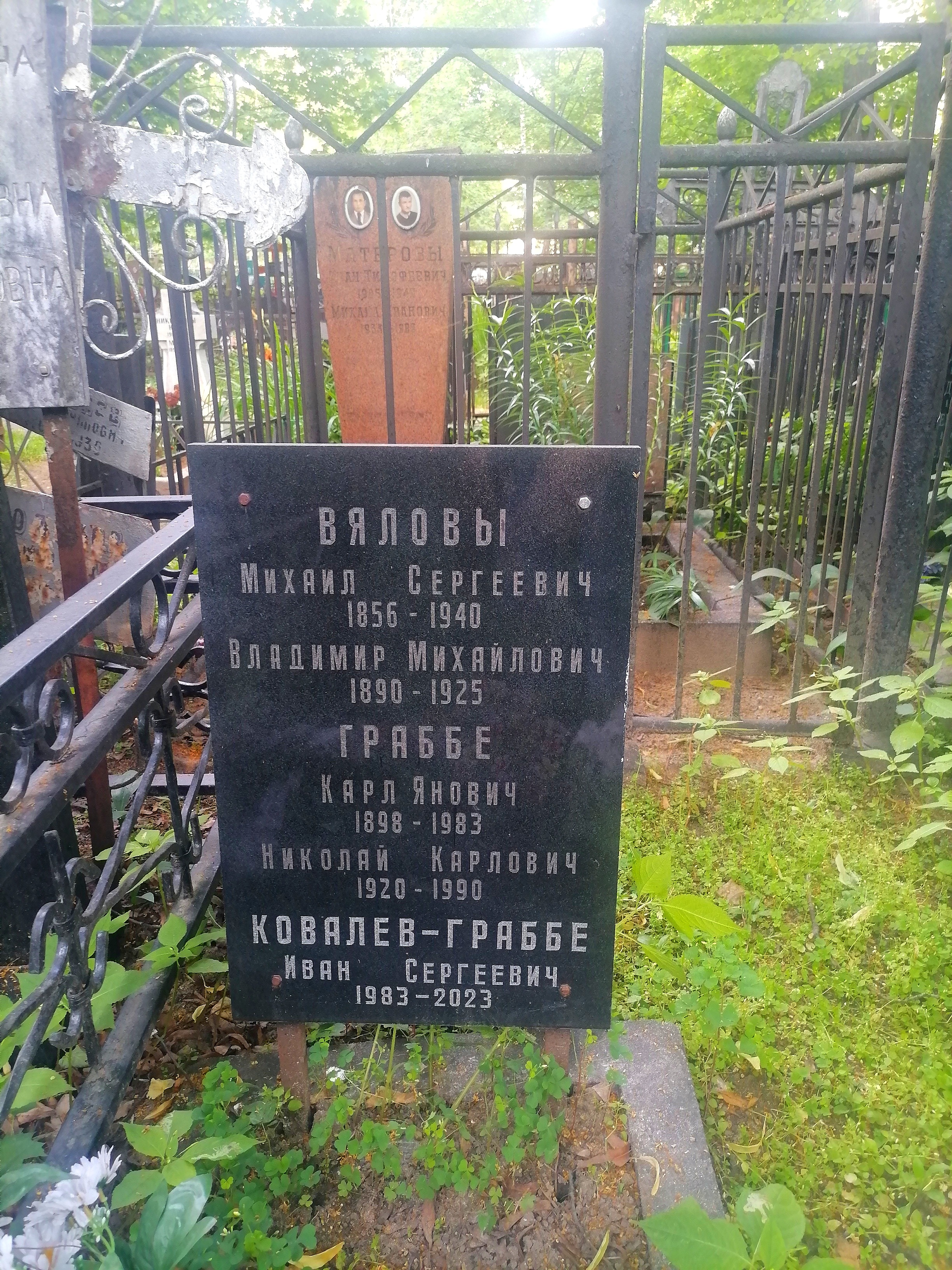
Могила на Ваганьковском кладбище, 2023 год

Скончался 12 июня 1990 года в Москве на 70-м году жизни. Похоронен на Ваганьковском кладбище (уч. 17).

## Фильмография
- 1943 — Мы с Урала — Павка Дроздов
- 1947 — Марите — Казюкас
- 1948 — Молодая гвардия — немец
- 1949 — У них есть Родина — эпизод в кафе
- 1953 — Нахлебник — Пётр, лакей
- 1953 — Таинственная находка — офицер английского фрегата
- 1954 — «Богатырь» идёт в Марто — Нэд Берген
- 1954 — Школа мужества — Ян Галда
- 1955 — За витриной универмага — Петухов, сотрудник ГАИ
- 1955 — Земля и люди — следователь
- 1955 — Мексиканец — ассистент Риверы на ринге (нет в титрах)
- 1956 — Костер бессмертия
- 1956 — Пролог
- 1956 — Убийство на улице Данте — коридорный
- 1957 — К Чёрному морю — инспектор ОРУД
- 1957 — Случай на шахте восемь — Волков, начальник отдела кадров
- 1957 — Шторм — Смилгис
- 1958 — В дни Октября — полковник Робинс
- 1958 — Юность наших отцов — белый офицер
- 1959 — Всё начинается с дороги — водитель молоковоза (нет в титрах)
- 1960 — Из Лебяжьего сообщают (среднеметражный) — Женя, работник прилавка
- 1960 — Мичман Панин — Рисман
- 1960 — 1961 — Воскресение — тюремный надзиратель
- 1961 — Битва в пути — Дронов (нет в титрах)
- 1961 — Взрослые дети — милиционер у парикмахерской
- 1961 — Девять дней одного года — физик
- 1962 — У твоего порога — Михаил Васильевич
- 1963 — Им покоряется небо — конструктор
- 1963 — Синяя тетрадь — Шотман
- 1964 — До свидания, мальчики! — военком
- 1964 — Хоккеисты — Николай Николаевич, профессор
- 1965 — Как вас теперь называть? — начальник тюрьмы
- 1965 — Пограничная тишина — начальник заставы
- 1965 — Сквозь ледяную мглу — Рыбак
- 1965 — Фантазёры — Грибов Дмитрий Ильич, профессор
- 1966 — Андрей Рублёв — Степан, сотник-ослепитель
- 1966 — Ваш сын и брат — Николай Иванович, участковый милиционер
- 1966 — Крылья — Шувалов Константин Михайлович, инструктор аэроклуба
- 1966 — Маленький беглец — прораб
- 1966 — По тонкому льду — Осадчий
- 1967 — Исход
- 1967 — Путь в «Сатурн» — Ольховиков, партизан
- 1968 — Конец «Сатурна» — Ольховиков, партизан
- 1968 — Крах — чекист Пиляр
- 1968 — Ошибка резидента — Виктор Круг
- 1968 — Щит и меч — глухонемой
- 1969 — Чёрный, как я — мужчина в баре
- 1969 — Адъютант его превосходительства — Кособродов
- 1969 — Почтовый роман — ротмистр Полянский
- 1970 — Корона Российской империи, или Снова неуловимые — Боря по кличке «Ленивый»
- 1970 — Один из нас — «Грузчик»
- 1970 — Серебряные трубы
- 1970 — Судьба резидента — Виктор Круг
- 1971 — Ехали в трамвае Ильф и Петров — главный редактор газеты
- 1971 — Путина — Денисов
- 1971 — Седьмое небо — Зуев, многодетный сосед Мазаева
- 1971 — Разрешите взлет!
- 1971 — У нас на заводе — Феликс Гаврилович
- 1972 — Самый последний день — Кирилл Николаевич, сосед
- 1972 — Красно солнышко — дядя Вася
- 1973 — Большая перемена — Тарасов, начальник Леднёва
- 1973 — Возле этих окон — Матвей Игнатьевич
- 1973 — Дача — начальник Петрова
- 1973 — Друзья мои… (4-я новелла «Чукотский марш»)
- 1974 — Калина красная — начальник колонии
- 1974 — Кыш и Двапортфеля — сосед Алёши
- 1974 — Одиножды один — доминошник
- 1975 — Афоня — Владимир Николаевич, сосед Афони, начальник ЖЭКа
- 1975 — Когда наступает сентябрь — рентгенолог
- 1976 — Жить по-своему — директор завода
- 1976 — Легенда о Тиле — судья
- 1976 — Моё дело
- 1976 — Преступление
- 1977 — Журавль в небе
- 1977 — Мимино — министр, боевой товарищ Волохова
- 1977 — Счет человеческий
- 1978 — Звезда надежды
- 1979 — Город принял — Халецкий
- 1982 — Возвращение резидента — Виктор Круг

## Озвучивание фильмов
- 1958 — Железный цветок
- 1964 — Председатель — Коробков, московский корреспондент (роль Сергея Голованова)
- 1966 — Мастер-палач — Эмиль Тарго, палач
- 1966 — Фантомас против Скотланд-Ярда — редактор газеты «Рассвет»
- 1967 — Он пошёл один
- 1967 — Сергей Лазо
- 1968 — Карточный домик — Зорг
- 1968 — Выстрел на перевале Караш
- 1968 — Щит и меч — оперативник в штатском («У нас генералы плачут, как дети») / различные мужские роли
- 1970 — Похождения красавца-драгуна
- 1973 — Хаос — Срапион Гаспарыч (роль Гиви Тохадзе)
- 1974 — Четыре мушкетёра — Александр Дюма (отец), писатель
- 1975 — В Сантьяго идёт дождь — Йорг
- 1976 — Грибной человек — дон Эверадо
- 1976 — Игрушка — фотограф
- 1978 — Смерть на Ниле — Эркюль Пуаро
- 1982 — Знахарь — Рафал Вильчур / знахарь Антоний Косиба
- 1978 — Голубые горы, или Неправдоподобная история — Иродион
- 1986 — Сувенир — Гудиса
- 1989 — Вход в лабиринт — барон Фуггер
- 1979 — Игра в четыре руки — Абдель Фарад
- 1983 — Непобедимый — Джума

## Озвучивание мультфильмов
- 1963 — Бабушкин козлик — 2-й Волк
- 1973 — Василёк — лодочник
- 1981 — Тайна третьей планеты — Капитан Буран (в титрах не указан)
- 1981 — Вук — Карак
- 1982 — Чучело-Мяучело — грузчик / автомобилист
- 1982 — Фитиль № 246: «Доходное место» — взяточник Петухов
- 1983 — Попался, который кусался — Медведь
- 1983 — Слоненок и письмо — доктор Бегемот
- 1983 — Пилюля — Медведь
- 1984 — А что ты умеешь? — Волк
- 1984 — Переменка № 3: Наш дом — дом
- 1984 — Сказка о царе Салтане — седой корабельщик
- 1984 — Фитиль № 261: «Вокзал для двоих» — начальник вокзала
- 1986 — Фитиль № 265: «Хитрая механика» — дядя Вася, строитель
- 1986 — Воспоминание — директор школы
- 1986 — Приключения пингвинёнка Лоло — полярник
- 1986 — Петух и боярин — боярин
- 1986 — Фитиль № 288: «Хитрая механика» — Павел Петрович, начальник СУ
- 1987 — Фитиль № 303: «Средь бела дня» — начальник отдела внедрения
- 1987 — Фитиль № 307: «„Чистая“ работа» — комиссионер
- 1988 — Кому повем печаль мою? — Иона Потапов, извозчик
- 1988 — Лев и девять гиен — Гиена-дедушка
- 1989 — Микко — сын Павловой
- 1989 — Надводная часть айсберга — упитанный капитан корабля
- 1989 — Секретная океанская помойка — водитель грузовика
- 1990 — Фитиль № 332: «Чучело» — председатель горисполкома
- 1990 — Фитиль № 336: «Испорченный телефон» — начальник
- 1991 — Подводные береты — водитель грузовика / упитанный капитан корабля